# An Dục
An Dục là một xã thuộc huyện Quỳnh Phụ, tỉnh Thái Bình, Việt Nam.
Xã An Dục có diện tích 4,76 km², dân số năm 1999 là 5107 người, mật độ dân số đạt 1073 người/km².